# 巴甫利夫卡 (桑比爾區)
49°30′25″N 23°5′12″E / 49.50694°N 23.08667°E
巴甫利夫卡（烏克蘭語：Павлівка）是位於烏克蘭西部的村莊，由利沃夫州桑比爾區的黑里夫市鎮負責管轄。該村面積0.11平方公里，海拔高度353米，2001年人口27，人口密度每平方公里254.72人。